# Göran Beijer
Göran Beijer, född 24 mars 1940, är en svensk prästman, sedan 23 april 2006 biträdande biskop inom Missionsprovinsen och pastor i församlingen Stefanus koinonia. 

## Biografi
Beijer föddes som son till Erik Beijer och växte upp på Gotland där fadern var präst i Vänge församling.
Beijer prästvigdes 1967 av biskop Olof Herrlin för Visby stift inom Svenska kyrkan. 
I anslutning till biskopsvigningen i Missionsprovinsen beslutade Stockholms stifts domkapitel att frånta Beijer rätten att utöva prästämbetet i Svenska kyrkan.